# Важский уезд
Важский уезд — административная единица регионального уровня в составе Русского (Московского) царства, затем — административная единица  Архангелогородской губернии, существовавшая до 1780 года. Центр — Вага (посад Шенкурье).

## География
Важский уезд находился на севере европейской части России, занимая большую территорию от истоков реки Вага, до её впадения в Северную Двину. Весь уезд представлял сплошное лесное пространство, перемежавшееся обширными болотами. Уезд граничил с Двинским, Кеврольским, Устюжским, Каргопольским, Тотемским, Вологодским уездами и с Чарондской округой.

## История
Земли Заволочья по реке Вага назывались Важской областью. Уже к 1462 году «Важеская земля» была московской. После битвы у Шиленьги (среднее течение Северной Двины) в 1471 году, где московская рать одержала победу над втрое превосходившими их по численности новгородцами, под власть Москвы перешли поселения на Двине, вплоть до устья. Остальная часть Двинской земли стала московской лишь после падения Новгорода в 1478 году.
Важский уезд после присоединения к Московскому княжеству был разделён на 7 станов: Шенкурский, Ледский, Подвинский, Ровдинский, Слободской, Вельский и Кокшеньгский. Станы делились на волости. 
1539/1540 гг. датирована Уставная губная грамота великого князя Ивана Васильевича жителям Вельского стана Важского уезда, одного из десяти известных актов подобного типа. Выборные головы и целовальники Вельского стана, согласно грамоте, были полностью подчинены казначеям И. И. Третьякову и М. П. Головину, ведомство которых в ту пору управляло Вагой.
По Важской грамоте Иоанна Васильевича Грозного Важский уезд получил в 1552 году право самоуправления. В каждой волости была учреждена земская изба во главе с земским старостой, избираемым из числа зажиточных крестьян и торговых людей. В 1565 году Вага была причислена к числу опричных городов. 
При воцарении Фёдора Иоанновича произошло частичное оживление «кормленной» системы местного управления.  На черносошном Севере Важский уезд перешёл из-под управления земских органов в кормление новому конюшему боярину Б.Ф. Годунову. При Василии Шуйском, правительство передало Важский уезд в кормление брату царя Д.И. Шуйскому.
В 1615 году в царствование Михаила Фёдоровича Важский уезд отнесли к ведению Приказа Большого Дворца и разделили на четыре чети (четверти): Шенкурскую, Подвинскую, Верховажскую и Кокшеньгскую. 
В 1659 году чети раздробили на 11 более мелких станов: например в Кокшеньгской чети образовали три стана: Кулойский, Ромашевский и Спасский. 
В 1692 году в состав Важского уезда входили: Березницкая, Борецкая, Ваеньгская, Заостровская, Конецгорская, Корбальская, Кургоминская, Осиновская, Прилуцкая, Пяндская, Ростовская, Слободская, Топецкая, Тулгасская, Чаровстровская, Шиленгская, Устьважская и Устьваеньгская волости, Зарецкая и Осерецкая боярщины.
В 1708 году, в ходе административной реформы Петра I, город Вага с прилегающими землями был отнесён к Архангелогородской губернии. В 1715 году была создана административно-фискальная единица — Важская доля. Во главе каждой доли стоял ландрат. Воеводскую канцелярию («Приказную избу») заменяла ландратская канцелярия. 
В 1719 году Важская доля была приписана к Двинской (Архангелогородской) провинции и переименована в Важский дистрикт. Главой дистрикта был земский комиссар, при котором состояли подьячий и три рассыльщика. В 1727 году все дистрикты были переименованы в уезды, хотя название «уезды» продолжало употребляться в официальных документах все эти годы, невзирая на их официальную отмену.  
В 1757 году Важский уезд был разделён на две половины: Шенкурскую и Верховажскую. Шенкурская половина делилась на Подвинский, Лецкий (Ледский), Шенкурский, Паденский (Паденьгский) и Ровдинский станы. Верховажская половина делилась на Слободской, Вельский, Кулойский (Верховажский), Кокшеньгский и Шелотский станы. В 1775 году деление губерний на провинции было отменено. Двинская провинция была упразднена, а Важский уезд перешёл в непосредственное губернское подчинение.

## Демография
В 1678 году в Важском уезде было 9080 дворов (из них в Ваге — 288 посадских дворов).

## Экономика
В XVII веке Вага и Важская земля стали центром производства и торговли смолой и пеком. Наряду со смолокурением важские крестьяне занимались извозом, рубкой леса, дублением кожи, изготовлением глиняной и деревянной посуды, добыванием лесных зверей и птиц.

## Монастыри
Некоторые монастыри Важского уезда:
- Шенкурский Свято-Троицкий монастырь (основан в 1664 г., упразднён в 1923 г.), находился в административном центре уезда г. Ваге;
- Варлаамиев Важский монастырь (основан в 1426 г., упразднён в 1764 г.);
- Агапитов Маркушевский монастырь (основан в 1576 г., упразднён в 1764 г.)

По переписным книгам 1686 г. в монастырских вотчинах Важского уезда значился 131 крестьянский двор, 17 бобыльских дворов, в 6 дворах жили монастырские трудники.

## Упразднение
В 1780 году, в соответствии с реформой Екатерины II, Важский уезд был упразднён, а на месте двух его половин было создано 2 уезда: из Шенкурской половины — Шенкурский уезд, вошедший в Архангельскую область Вологодского наместничества из Верховажской половины — Вельский уезд (вошёл в Вологодскую область Вологодского наместничества).

## Современное положение
Сейчас территория уезда входит в состав Виноградовского, Шенкурского, Устьянского, Верхнетоемского и Вельского районов Архангельской области, Верховажского и Тарногского районов Вологодской области.